# Josef Paleček (Eishockeyspieler)

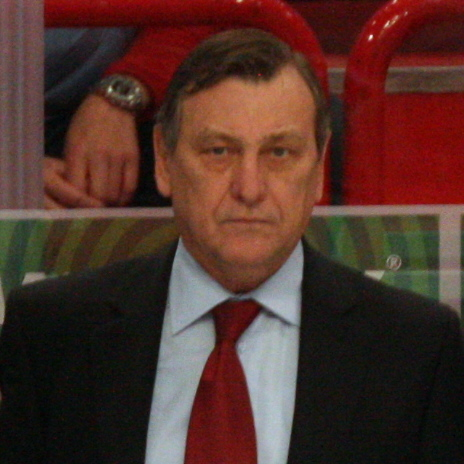
Josef Paleček (2012)

Josef Paleček (* 5. Mai 1949 in Starý Kolín, Tschechoslowakei) ist ein ehemaliger tschechoslowakischer Eishockeyspieler, der seit Ende der 1980er Jahre als Eishockeytrainer arbeitet. Zwischen Mai 2008 und November 2009 stand er beim tschechischen Erstligisten HC Energie Karlovy Vary unter Vertrag.

## Karriere als Spieler
Josef Paleček begann seine Karriere 1958 in den Nachwuchsmannschaften von Tatra Kolín. Acht Jahre später debütierte er für den Klub seiner Heimatstadt in der zweiten Liga der ČSSR, bevor er 1967 zum Erstligisten Tesla Pardubice wechselte. 1973 gewann er mit Pardubice die Meisterschaft der Tschechoslowakei und blieb dem Verein mit Ausnahme der Spielzeit 1977/78 bis 1980 treu. Im Rahmen seines Militärdienstes absolvierte er die Saison 1977/78 beim ASD Dukla Jihlava. Insgesamt erzielte er in 451 Erstliga-Partien 171 Tore.
1980 wechselte er zum Zweitligisten Stadion Hradec Králové, für den er als Spielertrainer arbeitete. Aufgrund seiner Erfolge erlaubte man Paleček 1983, ins westeuropäische Ausland zu wechseln. Seine erste Station war der ESV Kaufbeuren in der Eishockey-Bundesliga, für den er zehn Spiele absolvierte, bevor er zum Augsburger EV in die zweite Liga wechselte. 1984 entschloss er sich zu einem Wechsel zum EHC Linz in die österreichische Nationalliga, bei dem er zwei Spielzeiten verbrachte. Seine letzte Station als Spieler war der HC Wels aus Wels (Oberösterreich), bei dem er 1988 seine Spielerkarriere beendete.

### International
Josef Paleček war Anfang der 1970er fester Bestandteil der tschechoslowakischen Nationalmannschaft. Seinen ersten Einsatz bei einem internationalen Wettbewerb hatte er bei der Junioren-Europameisterschaft 1968. Später nahm er an drei Weltmeisterschaften teil, wobei er jeweils eine Gold- (1972), eine Silber- (1974) und eine Bronzemedaille (1973) gewann. In 62 Spielen für das Nationalteam erzielte er 16 Tore.

## Karriere als Trainer
Nachdem er Anfang der 1980er Jahre Erfahrungen als Spielertrainer beim Stadion Hradec Králové gesammelt hatte, setzte Josef Paleček nach der Rückkehr in die ČSSR seine Karriere als Trainer fort. Zunächst arbeitete er als Nachwuchstrainer bei Tesla Pardubice, bevor er 1990 Assistenztrainer von Vladimír Martinec bei Pardubice wurde. Zwischen 1991 und  1992 arbeitete er als Cheftrainer von Tesla Pardubice. Mitte der 1990er Jahre betreute er die Juniorennationalmannschaft Dänemarks, bevor er 1995 erneut den Trainerposten beim HC Pardubice übernahm. Zwischen 1996 und 1998 war er wieder Assistenztrainer beim HC Pardubice, diesmal hinter Miloš Říha. Zudem hatte er den Posten des Sportdirektors inne. Für die Saison 1999/2000 verpflichtete der HC Pardubice das Trainerduo Milan Chalupa und Pavel Marek. Da die Mannschaft jedoch die Play-offs verpasste und in der Ligarelegation spielen musste, wurde das Duo entlassen und durch Josef Paleček und Petr Hemský ersetzt. Bis 2002 blieb Paleček Cheftrainer der Mannschaft, bevor er 2003 die Bílí Tygři Liberec übernahm. Mit den Weißen Tigern erreichte er in der Saison 2004/05 den dritten Platz der Extraliga und damit den größten Erfolg der Vereinsgeschichte. In der Spielzeit 2006/07 wiederholte die Mannschaft diesen Erfolg, Paleček legte jedoch nach der Saison sein Amt nieder. Im Mai 2008 unterschrieb er einen Einjahresvertrag beim HC Energie Karlovy Vary. Mit seinem neuen Team gewann er 2009 die tschechische Meisterschaft, bevor er im November 2009 nach einer Niederlagenserie entlassen wurde.
Zwischen 2006 und 2008 sowie 2012 betreute er die tschechische Nationalmannschaft als Co-Trainer von Alois Hadamczik und nahm an den Weltmeisterschaften 2006, 2007, 2008,  2011 und 2012 teil. Dabei gewann er 2006 die Silbermedaille sowie 2011 und 2012 die Bronzemedaille.
2016 wurde Josef Paleček in die Tschechische Eishockey-Ruhmeshalle aufgenommen.

## Erfolge
- Weltmeisterschaft 1972 – Goldmedaille
- Weltmeisterschaft 1973 – Bronzemedaille
- Tschechoslowakischer Meister 1973
- Weltmeisterschaft 1974 – Silbermedaille
- Weltmeisterschaft 2006 – Silbermedaille (als Co-Trainer)
- Tschechischer Meister 2009
- Weltmeisterschaft 2011 – Bronzemedaille (als Co-Trainer)
- Weltmeisterschaft 2012 – Bronzemedaille (als Co-Trainer)